# Joseph Addison
Joseph Addison (Milston, Wiltshire, 1672 - Kensington, actualment part de Londres, 1719) fou un escriptor i polític anglès. Era fill del degà de la catedral de Lichfield, va estudiar a la Charterhouse School, i ja el 1694 publica un llibre sobre la vida de poetes anglesos i una traducció de les Geòrgiques de Virgili. El 1699 comença a preparar-se per al servei diplomàtic, per a això viatja per tot Europa. Va escriure diaris de viatge, per exemple sobre península Itàlica i també sobre la camp anglès, i algunes obres de teatre, com Cató (1713) i El tamboriler (1915).
Amb Richard Steele funda la revista The Spectator el 1711. També va escriure per a la publicació The Tatler. Encara que es va destacar com assagista, va participar en el parlament anglès com a representant laborista, i entre 1717 i 1718 va ser Secretari d'Estat.